# Arduin van Ivrea

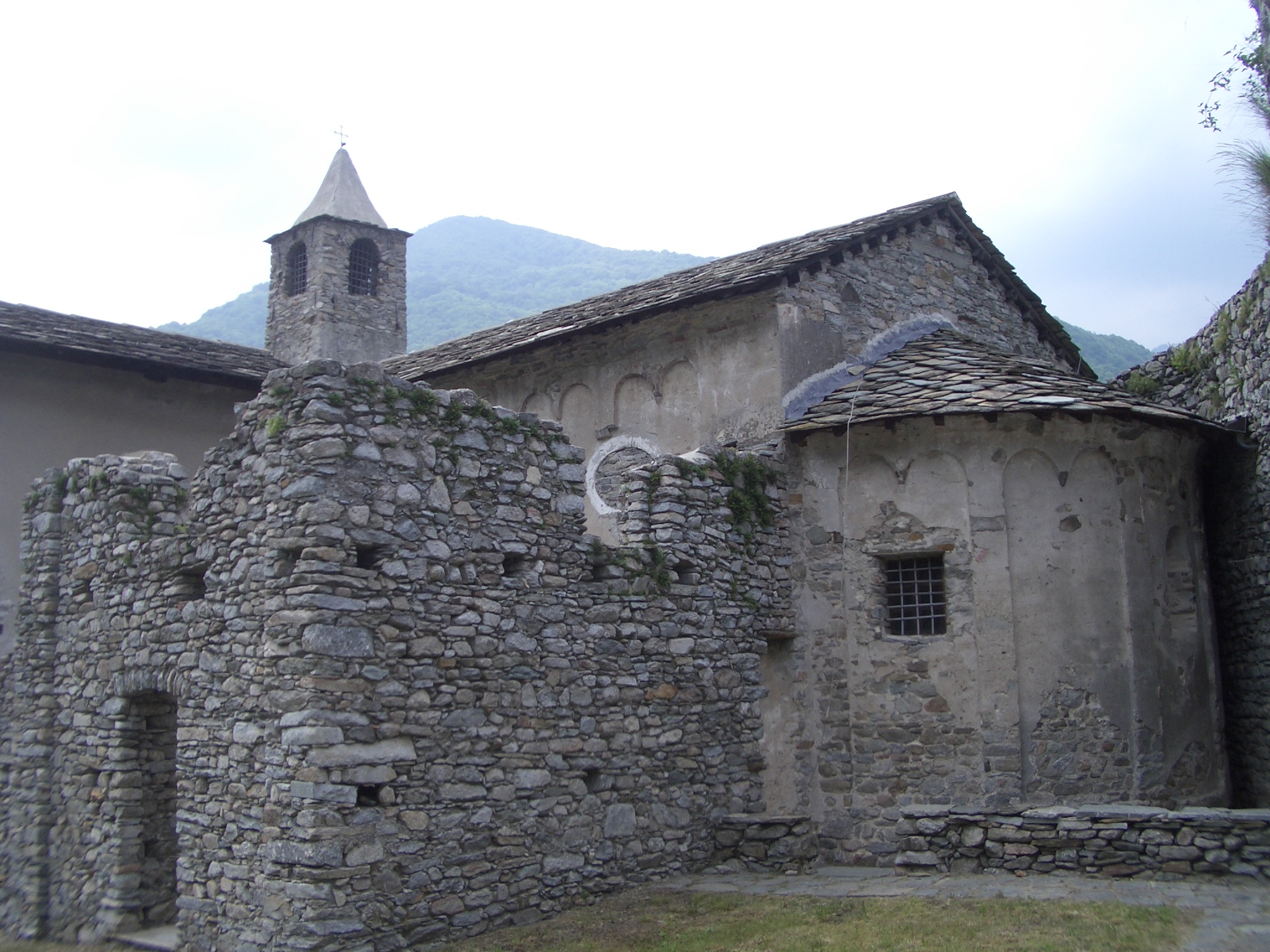
De versterkte kerk van Santa Croce in Sparone, ook bekend als de Rocca di Sparone of Rocca di Arduino, is de plaats waar volgens de traditie Arduin zich verdedigde tijdens een belegering door keizer Hendrik II de Heilige.

Arduin van Ivrea (955 - 1015) was een lid van het Huis Ivrea. Hij was de zoon van Dado, graaf van Pombia. Ook was hij een verre nazaat van Berengarius II. 

## Levensloop
In 990 werd Arduin co-markgraaf van Ivrea. Mogelijk werd hij als achterneef van de markgraaf medeheerser. Na de dood van markgraaf Koenraad van Ivrea in 1001 werd hij de opvolger in de Noord-Italiaanse mark.
Hij werd in het jaar 997 geëxcommuniceerd voor de moord op de bisschop van Vercelli. 
Na de dood van de Rooms-Duitse keizer Otto III liet Arduin zich tot (tegen)koning van Italië verkiezen. De meeste Italiaanse edelen stonden echter aan de zijde van de nieuwe Rooms-Duitse koning Hendrik II, die de vorst was van Rijks-Italië. Deze stuurde een troepenmacht onder leiding van Otto I van Karinthië die in 1003 een nederlaag opliep tegen Arduin. 
In 1004 trok Hendrik zelf op tegen Arduin. Hij kon gewapenderhand de overmacht behalen en liet zich in Pavia tot koning van Italië kronen.
Arduin heeft de rest van zijn leven eerder als een dolende ridder doorgebracht. Ten slotte vroeg hij om onderdak in een klooster, en kreeg dit. Hij zou hier in 1015 komen te overlijden.